# Ammoecius meurguesae
Ammoecius meurguesae är en skalbaggsart som beskrevs av Clement 1975. Ammoecius meurguesae ingår i släktet Ammoecius och familjen Aphodiidae. Inga underarter finns listade i Catalogue of Life.